# 大斑啄木鸟
大斑啄木鸟（学名Dendrocopos major）又名赤鴷、臭奔得儿木、花奔得儿木、花啄木、白花啄木鸟、啄木冠、叼木冠。

## 生态环境
常见于森林树丛间，善攀登，但只会上不会下，若想向下移动则只能向下跳跃，而不能像鳾科鸟类那样头下脚上地活动。

## 分布地域
大斑啄木鸟是广泛分布于古北界的鸟类，可见于整个亚欧大陆和北非；中国大部可见，西藏无本物种分布。

## 特征

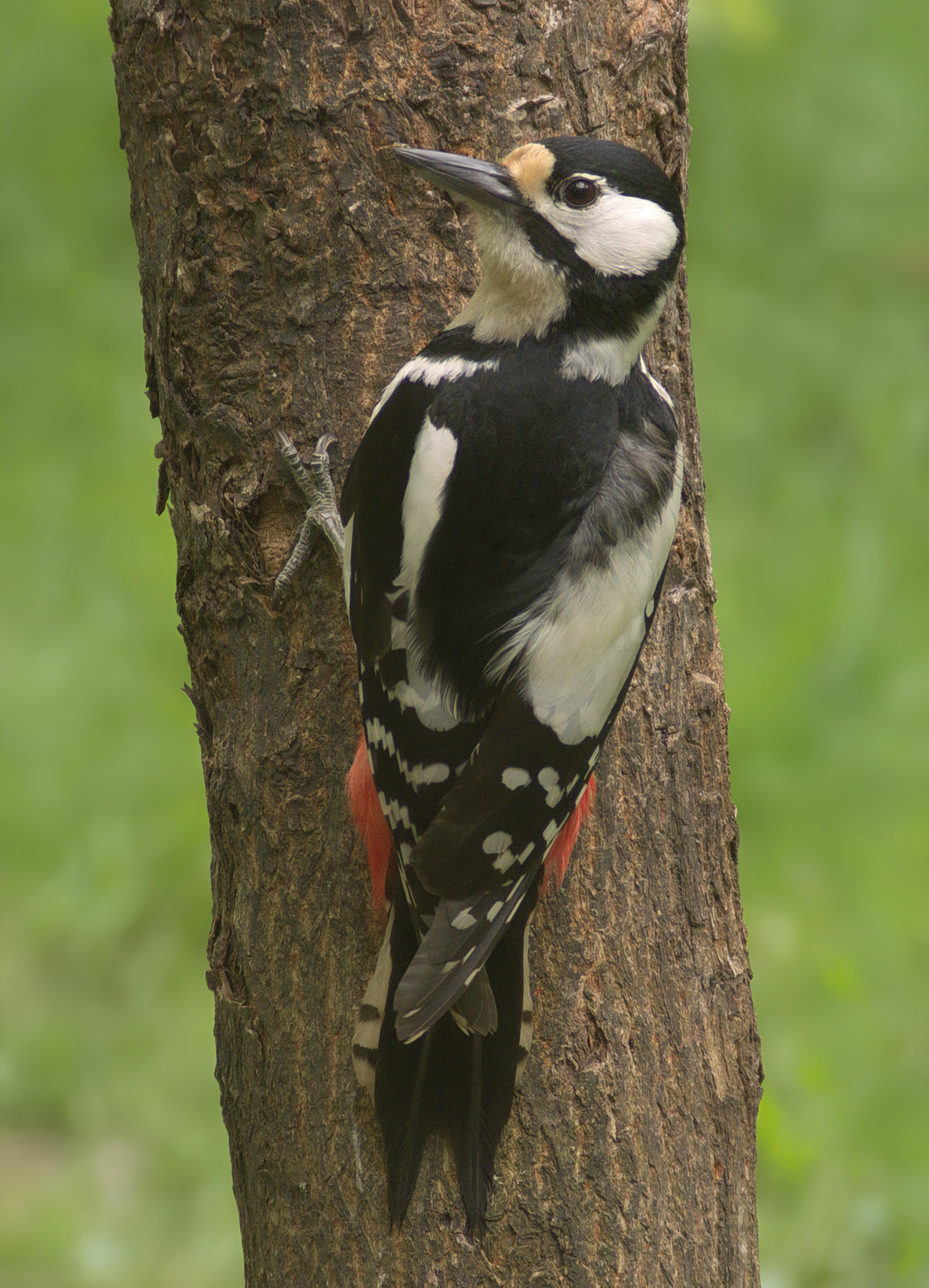
Dendrocopos major, ♀

大斑啄木鸟是中等体形的鴷形目鸟类，体长在25厘米左右，翼展38-40厘米。本物种雄性与雌性之间有显著的区分特征，雄性额部、颊部、耳羽白色或淡褐色，具体的颜色会根据亚种的不同而有所区别；头顶、后颈和上背、下背尾上覆羽均为黑色；脑后的枕部在黑色的底色上有一块醒目的红色斑块；这是区分本物种雄性与雌性的重要特征；两侧肩羽为形目的白色三角形；尾羽强劲有力两枚中央尾羽黑色，外侧尾羽白色具黑色横斑；飞羽黑色具白色斑点；颌部、喉部、胸部污白色，下腹部和尾上覆羽为鲜艳的红色。雌性与雄性相比近有一点差别即不具有枕部的红色斑块。虹膜红色；喙灰色；脚灰色，与其他鸟类不同的是鴷形目的鸟类大多两趾向前，两趾向后，为适合攀爬的对趾足。

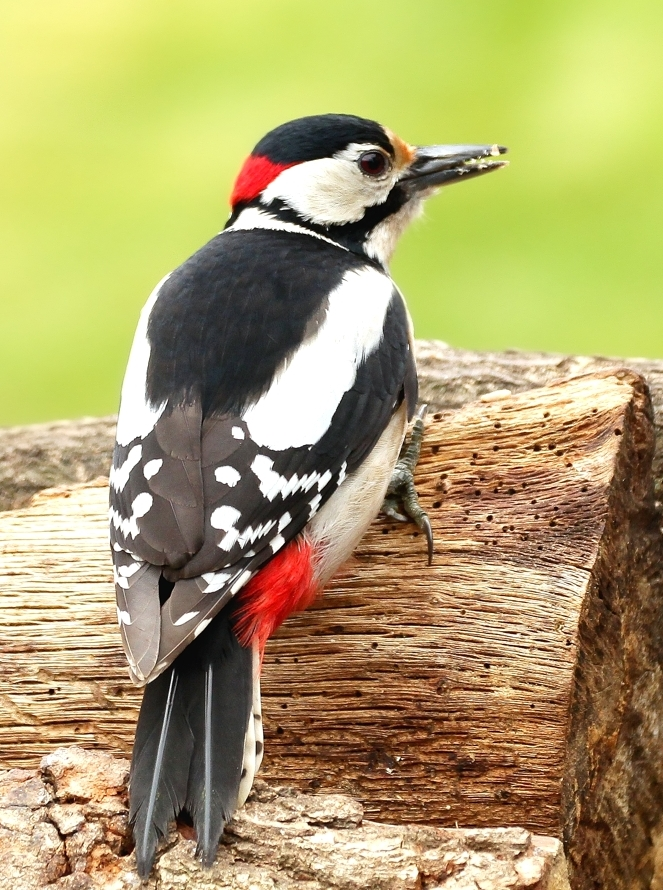

## 食物
大斑啄木鸟以各种昆虫为主要食物，它的舌非常长，连接舌的韧带在皮肤内头骨外从后而上地绕头骨一圈之后从一侧鼻孔进入颅骨并固定在颅骨中，因而他们的舌头能够伸出很长，捕捉藏在树木深处的昆虫。它们的食谱中占第一位的是鞘翅目昆虫的幼虫，其次是鳞翅目幼虫，此外半翅目的蝽类、蚂蚁也在本物种的食谱中，冬春季节昆虫活动较少，本物种以各种植物的种子为主要食物。

## 繁殖与保护

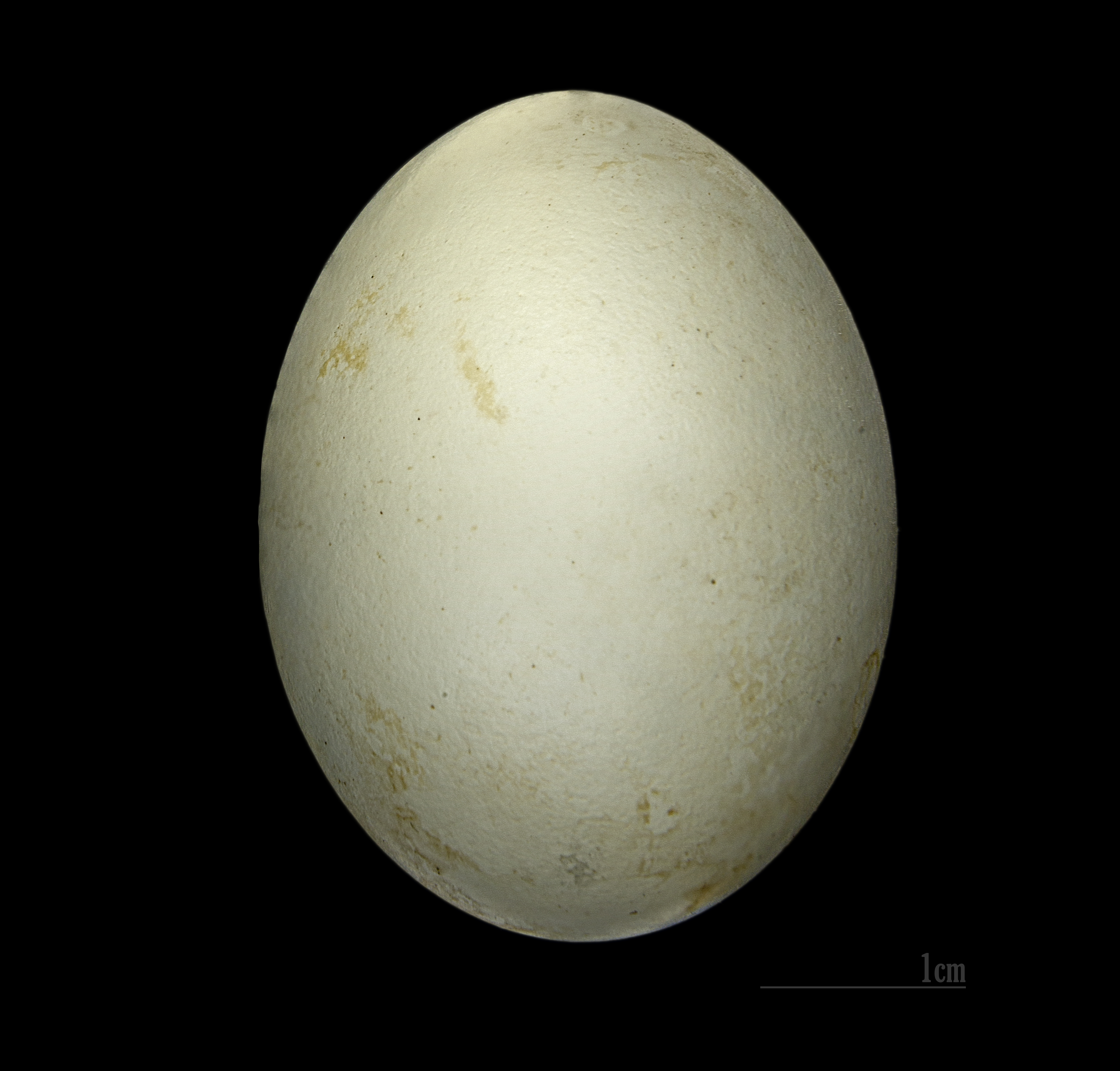
Dendrocopos major

大斑啄木鸟繁殖于每年的5－7月间，营巢于树洞中，它们营巢的树洞大多是雄鸟在枯朽的树干上凿出来的，在繁殖季节经常可以听到雄鸟连续而急促地敲击树干的声音，这种声音有可能是雄鸟在凿洞营巢，但更有可能是雄鸟宣示领域和招引异性的行为。每巢产卵4－5枚，卵白色。孵化期10－12天，育雏期20－30天。
本物种未列入保护目录，但收到非法捕猎的威胁，中医传统理论认为本物种全体，有滋养补虚、消肿止痛的功效，刺激了对本物种的捕猎。另外由于本物种喜食很多林业害虫，因此被誉为“森林医生”有很多机构在研究对本物种的人工饲养和招引，有一些机构还取得了一定的进展。